# 62
| 62                 |
| ------------------ |
| Dødsfald - Fødsler |
|                    |

| Gregoriansk kalender | 62 LXII                 |
| Ab urbe condita      | 815                     |
| Armensk kalender     | I/T                     |
| Kinesiske kalender   | 2758 – 2759 辛酉 – 壬戌 |
| Etiopisk kalender    | 54 – 55                 |
| Jødisk kalender      | 3822 – 3823             |
| Hindukalendere       |                         |
| - Vikram Samvat      | 117 – 118               |
| - Shaka Samvat       | N/A                     |
| - Kali Yuga          | 3163 – 3164             |
| Iransk kalender      | 560 BP – 559 BP         |
| Islamisk kalender    | 578 BH – 576 BH         |

Se også 62 (tal)